# Olav Jordet
Olav Jordet (n. 27 decembrie 1939, Comuna Tolga, Hedmark, Norvegia) este un biatlonist ce a reprezentat Norvegia, medaliat olimpic. A participat la 2 ediții ale Jocurilor Olimpice (1964, 1968) în care a câștigat o medalie de argint și o medalie de bronz.